# Meteorito HED
Os meteoritos HED são um clã (subconjunto) de Acondritos. As letras que forma a sigla (HED) surgia a partir dos três grupos que os compõem, ou seja, howarditos, eucritos e diogenitos. Estes Acondritos tem sua originado a partir de um corpo-mãe diferenciado dos demais e experimentaram um extenso processo ígneo bastante semelhante ao sofrido por rochas magmáticas na Terra. Por esta razão, mais se assemelham às rochas ígneas da Terra.

## Classificação

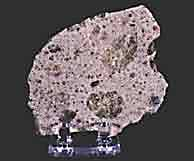
O meteorito Johnstown, um diogenito.

Os meteoritos HED são classificados como:
- Howarditos
- Eucritos
- Diogenitos

Os dois últimos grupos contêm um grande número de subgrupos.
Os meteoritos HED compõem cerca de 5% de todas as quedas, que são constituídos por cerca de 60% de acondritos.

## Origem

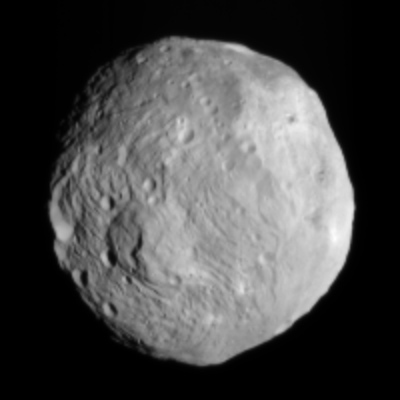
O protoplaneta 4 Vesta.

Acredita-se que todos esses meteoritos tenha se originado na crosta do protoplaneta 4 Vesta, as diferenças são da responsabilidade da história geológica da rocha-mãe. Seus estágios de cristalização foram determinadas a partir dos coeficientes de radioisótopos, entre 4,43 e 4,55 milhões de anos. Os meteoritos HED são meteoritos diferenciados, que foram criados por processos ígneos produzidos no córtex do corpo-mãe.